# Steatoda nasata
Steatoda nasata är en spindelart som först beskrevs av Pater Chrysanthus 1975.  Steatoda nasata ingår i släktet vaxspindlar, och familjen klotspindlar. Inga underarter finns listade i Catalogue of Life.